# Nagware
Nagware (від англ. nag — «набридливе» і software — «програмне забезпечення», також відоме як begware, annoyware) — модель ліцензування комп'ютерних програм, що використовує нав'язливе нагадування про необхідність реєстрації програми за певну плату. Зазвичай це робиться у вигляді повідомлення, що з'являється, коли користувач запускає програму, або періодично під час використання програми. Це повідомлення може з'являтися у вигляді вікна, яке затуляє частину екрану або вікна повідомлень, які можна швидко закрити. Деякі nagware-програми залишають повідомлення на певний період часу, змушуючи користувача чекати перед продовженням роботи програми.
Метою, як правило, є те, що користувач буде настільки незадоволений повідомленнями, що зареєструє або купить програму, щоб позбутися від них.
Прикладами nagware є Windows Genuine Advantage, Total Commander, WinRAR, WinZip, mIRC, BitDefender 2009 Free Edition, Sublime Text, AVG, Avira, Norton Internet Security, продукти Лабораторії Касперського тощо.